# Barnwell, Alberta
Barnwell är en ort i Kanada.   Den ligger i provinsen Alberta, i den södra delen av landet, 2 800 km väster om huvudstaden Ottawa. Barnwell ligger 829 meter över havet och antalet invånare är 771.
Terrängen runt Barnwell är platt. Trakten runt Barnwell är nära nog obefolkad, med mindre än två invånare per kvadratkilometer.. Närmaste större samhälle är Taber, 7,9 km öster om Barnwell.
Trakten runt Barnwell består till största delen av jordbruksmark.